# Cerambyx
Cerambyx es un género de coleópteros de la familia de los escarabajos longicornios. Se les conoce comúnmente como escarabajos capricornio, ya que sus antenas fuertes, robustas y curvas, cada segmento de las cuales se ensancha hacia la punta, recuerdan los cuernos de un cabra montés alpina (Capra ibex).

## Especies
Algunas especies del género:
- Cerambyx carinatus (Küster, 1845)
- Cerambyx cerdo Linnaeus, 1758
- Cerambyx dux (Faldermann, 1837)
- Cerambyx heinzianus Demelt, 1976
- Cerambyx miles Bonelli, 1812
- Cerambyx nodulosus Germar, 1817
- Cerambyx scopolii Füssli, 1775
- Cerambyx welensii (Küster, 1846)